# 公孙禄
公孙禄（?—?），字中子，西汉末年颍川郡人。
建平二年（前5年），以五官中郎将任执金吾，同年，以执金吾转任为右将军。建平三年（前4年），为左将军（或说为后将军）。公孙禄主张以威信怀伏匈奴，反对外戚专权。
他与前将军何武关系很好。汉哀帝在元寿二年（前1年）逝世，王政君引王莽入宫，收大司马董贤印绶，下令有司推举大司马人选。孔光等人推举王莽。他和何武相谋，认为汉惠帝、汉昭帝时外戚吕氏、霍氏掌权，差点危害社稷，现在幼主当国，不宜令外戚秉政。何武于是举公孙禄可任大司马，公孙禄也推荐何武。后来王莽为大司马，将两人免官。
王莽称帝後，於地皇二年（21年）征召他入朝询问镇压民变的方略，然后再次将他遣出，然颇采其言。